# Тоурац ди Сопра (Долина Аосте)
Тоурац ди Сопра је насеље у Италији у округу Долина Аосте, региону Долина Аосте.
Према процени из 2011. у насељу је живело 2 становника. Насеље се налази на надморској висини од 1667 м.